# Angourie Point
Angourie Point är en udde i Australien. Den ligger i kommunen Clarence Valley och delstaten New South Wales, i den sydöstra delen av landet, omkring 530 kilometer nordost om delstatshuvudstaden Sydney.
Trakten är glest befolkad. Närmaste större samhälle är Yamba, nära Angourie Point. 
Genomsnittlig årsnederbörd är 1 541 millimeter. Den regnigaste månaden är januari, med i genomsnitt 241 mm nederbörd, och den torraste är oktober, med 28 mm nederbörd.